# Von (musikalbum)
Von är det isländska bandet Sigur Rós debutalbum. Titeln betyder "hopp" på isländska.

## Låtar på albumet
| Nr  | Titel                              | Längd | Svensk tolkning                       |
| --- | ---------------------------------- | ----- | ------------------------------------- |
| 1.  | "Sigur Rós"                        | 9:46  | Segerros                              |
| 2.  | "Dögun"                            | 5:50  | Gryning                               |
| 3.  | "Hún jörð"                         | 7:17  | ungf. Moder jord                      |
| 4.  | "Leit að lífi"                     | 2:33  | Sökning efter liv                     |
| 5.  | "Myrkur"                           | 6:14  | Mörker                                |
| 6.  | "18 sekúndur fyrir sólarupprás"    | 0:18  | 18 sekunder före soluppgång           |
| 7.  | "Hafssól"                          | 12:24 | Havssol                               |
| 8.  | "Veröld ný og óð"                  | 3:29  | En värld, ny och tokig                |
| 9.  | "Von"                              | 5:12  | Hopp                                  |
| 10. | "Mistur"                           | 2:16  | Dimma                                 |
| 11. | Syndir Guðs (opinberun frelsarans) | 7:40  | Guds synder (frälsarens uppenbarelse) |
| 12. | Rukrym                             | 8:59  | Rekröm                                |